# 行李遺失
行李遺失，是指公共運輸机构，例如航空公司、航海遊輪、或鐵路公司等運輸公司，未能將所運輸的行李與乘客一同到達正確的目的地。在美國，每年平均每150人中有1人的托運行李被丟棄。

## 遺失原因及處理
導致行李遺失的原因有多方面，以航空為例，如乘客遲到，導致沒有時間將行李裝上飛機。而在機場托運行李時，如果行李上的標籤意外脫落，會導致機場方面不知該向何處發送行李。此外，機場工作人員也會有誤讀行李標籤或把行李發送到錯誤的地點。此外，因飛機存在最大起飛重量的限制，若行李超重導致影響飛機飛行安全情況時，會將部分行李改至其他相同航線托運，會導致到達延誤，而乘客在毫不知情的情況下，也會認為行李遺失。
多數航空公司會發佈行李遺失的內容，如果行李始終無法找回，通常會是其他乘客誤領取（行李包裝或旅行包外觀相似）或被其他乘客、行李搬運員盜取。
2004年，巴尔的摩/华盛顿瑟古德·马歇尔国际机场的一名行李搬運員因盜取飛機上運送的郵件和信用卡而被捕。
通常，大多數遺失的行李會由航空公司迅速發往正確的目的地，而當乘客的目的地距離出發機場距離很遠時，航空公司則會報銷乘客的洗漱用品、衣服和其他生活必需品費用。大多數情況下，當行李延遲到達時，通常會通過快遞服務送到乘客所在的位置，而快遞費用則由航空公司支付。
鑒於行李丟失的情況不斷發生，大部分運輸公司會建議乘客隨身攜帶生活必需品（因影響運輸安全而不能帶入客艙的除外）。而行李在丟失時，部分物品可能會無法找回，因此乘客需要列出行李遺失時的物品內容並及時向運輸公司提出索賠要求。
此外，在行李運送過程中，可能會存在行李的損壞問題，其中部分損壞不包括在航空公司的運輸合同里。包含在運輸合同里的損壞，航空公司會給予相應賠償，或為乘客乘坐以後的航班提供折扣券。一般航空公司認定若行李已到達目的地，雖有損壞，但不影響物品內容情況下，不會對業主進行賠償。

## 無人認領行李中心
在美國，長期無人認領的行李，會被航空公司送至無人認領行李中心（Unclaimed Baggage Center），並最終出售遺失的行李中的物品。

## 統計
美國運輸部在2009年4月發佈了一份有關航空公司針對乘客的行李處理不當的調查報告。其中大西洋東南航空名列第一。
| 航空公司       | 行李遺失報告數量 | 乘客總數  | 占每1000人中的比例 |
| -------------- | ---------------- | --------- | ------------------ |
| 大西洋東南航空 | 9,642            | 1,051,861 | 9.17               |
| 特使航空       | 10,547           | 1,236,837 | 8.53               |
| 西空航空       | 9,056            | 1,713,538 | 5.28               |
| 美國商務航空   | 2,861            | 564,174   | 5.07               |
| 達美航空       | 24,649           | 4,880,051 | 5.05               |

## 外部連結
- 维基共享资源上的相關多媒體資源：行李遺失